# Lijst van postcodes 4000-4999 in Nederland
Hieronder volgt een lijst van postcodes 4000-4999 in Nederland:

## 4000-4099
- 4000-4007: Tiel
- 4010-4011: Zoelen
- 4012: Kerk-Avezaath (gemeente Buren)
- 4013: Kapel-Avezaath (gemeente Tiel)
- 4014: Wadenoijen
- 4016: Kapel-Avezaath (gemeente Buren)
- 4017: Kerk-Avezaath (gemeente Tiel)
- 4020-4021: Maurik
- 4023: Rijswijk
- 4024: Eck en Wiel
- 4030-4031: Ingen
- 4032: Ommeren
- 4033: Lienden
- 4040-4041: Kesteren
- 4043: Opheusden
- 4050-4051: Ochten, Eldik
- 4053: IJzendoorn
- 4054: Echteld
- 4060-4061: Ophemert
- 4062: Zennewijnen
- 4063: Heesselt
- 4064: Varik

## 4100-4199
- 4100-4107: Culemborg
- 4110-4111: Zoelmond
- 4112: Beusichem
- 4115: Asch
- 4116: Buren
- 4117: Erichem
- 4119: Ravenswaaij
- 4120-4121: Everdingen
- 4122: Zijderveld
- 4124: Hagestein
- 4125: Hoef en Haag
- 4126: Hei en Boeicop
- 4128: Lexmond
- 4130-4133: Vianen (Utrecht)
- 4140-4143: Leerdam
- 4145: Schoonrewoerd
- 4147: Asperen
- 4150-4151: Acquoy
- 4152: Rhenoy
- 4153: Beesd
- 4155: Gellicum
- 4156: Rumpt
- 4157: Enspijk
- 4158: Deil
- 4160-4161: Heukelum
- 4163: Oosterwijk
- 4170-4171: Herwijnen
- 4174: Hellouw
- 4175: Haaften
- 4176: Tuil
- 4180-4181: Waardenburg
- 4182: Neerijnen
- 4184: Opijnen
- 4185: Est
- 4190-4191: Geldermalsen
- 4194: Meteren
- 4196: Tricht
- 4197: Buurmalsen

## 4200-4299
- 4200-4208: Gorinchem
- 4209: Schelluinen
- 4211-4212: Spijk
- 4213: Dalem
- 4214: Vuren
- 4220-4221: Hoogblokland
- 4223: Hoornaar
- 4225: Noordeloos
- 4230-4231: Meerkerk
- 4233: Ameide
- 4235: Tienhoven aan de Lek
- 4240-4241: Arkel
- 4243: Nieuwland
- 4245: Leerbroek
- 4247: Kedichem
- 4250-4253: Werkendam
  - 4251: Centrum Werkendam, Burchtpolder, Welgelegen, Werkense Polder, Vervoornepolder Noord, Vervoornepolder Zuid, Bedrijventerrein Werkendam, Buitengebied Werkendam Noord, Buitengebied  Werkendam Zuid, Buitengebied Oostwaard, Buitengebied Biesbosch
- 4254: Sleeuwijk
- 4255: Nieuwendijk
- 4260-4261: Wijk en Aalburg
- 4264: Veen
- 4265: Genderen
- 4266: Eethen
- 4267: Drongelen
- 4268: Meeuwen
- 4269: Babyloniënbroek
- 4270-4271: Dussen
- 4273: Hank
- 4280-4281: Andel
- 4283: Giessen
- 4284: Rijswijk
- 4285: Woudrichem
- 4286: Almkerk
- 4287: Waardhuizen
- 4288: Uitwijk

## 4300-4399
- 4300-4303: Zierikzee
- 4305: Ouwerkerk
- 4306: Nieuwerkerk
- 4307: Oosterland
- 4308: Sirjansland
- 4310-4311: Bruinisse
- 4315: Dreischor
- 4316: Zonnemaire
- 4317: Noordgouwe
- 4318: Brouwershaven
- 4320-4321: Kerkwerve
- 4322: Scharendijke
- 4323: Ellemeet
- 4325: Renesse
- 4326: Noordwelle
- 4327: Serooskerke (Schouwen-Duiveland)
- 4328: Burgh-Haamstede
- 4330-4338: Middelburg
- 4339: Nieuw- en Sint Joosland
- 4340-4341: Arnemuiden
- 4350-4351: Veere
- 4352: Gapinge
- 4353: Serooskerke (Veere)
- 4354: Vrouwenpolder
- 4356: Oostkapelle
- 4357: Domburg
- 4360-4361: Westkapelle
- 4363: Aagtekerke
- 4364: Grijpskerke
- 4365: Meliskerke
- 4370-4371: Koudekerke
- 4373: Biggekerke
- 4374: Zoutelande
- 4380-4387: Vlissingen
- 4388: Oost-Souburg
- 4389: Ritthem

## 4400-4499
- 4400-4401: Yerseke
- 4410-4411: Rilland
- 4413: Krabbendijke
- 4414: Waarde
- 4415: Oostdijk
- 4416: Kruiningen
- 4417: Hansweert
- 4420-4421: Kapelle
- 4423: Schore
- 4424: Wemeldinge
- 4430-4431: 's-Gravenpolder
- 4433: Hoedekenskerke
- 4434: Kwadendamme
- 4435: Baarland
- 4436: Oudelande
- 4437: Ellewoutsdijk
- 4438: Driewegen
- 4440-4441: Ovezande
- 4443: Nisse
- 4444: 's-Heer Abtskerke
- 4450-4451: Heinkenszand
- 4453: 's-Heerenhoek
- 4454: Borssele
- 4455: Nieuwdorp
- 4456: Lewedorp
- 4458: 's-Heer Arendskerke
- 4460-4465: Goes
- 4470-4471: Wolphaartsdijk
- 4472: 's-Heer Hendrikskinderen
- 4474: Kattendijke
- 4475: Wilhelminadorp
- 4480-4482: Kloetinge
- 4484: Kortgene
- 4485: Kats
- 4486: Colijnsplaat
- 4490-4491: Wissenkerke
- 4493: Kamperland
- 4494: Geersdijk

## 4500-4599
- 4500-4501: Oostburg
- 4503: Groede
- 4504: Nieuwvliet
- 4505: Zuidzande
- 4506: Cadzand
- 4507: Schoondijke
- 4508: Waterlandkerkje
- 4510-4511: Breskens
- 4513: Hoofdplaat
- 4515: IJzendijke
- 4520-4522: Biervliet
- 4524: Sluis
- 4525: Retranchement
- 4527: Aardenburg
- 4528: Sint Kruis
- 4529: Eede
- 4530-4538: Terneuzen
- 4539: Spui
- 4540-4541: Sluiskil
- 4542: Hoek
- 4543: Zaamslag
- 4550-4551: Sas van Gent
- 4553: Philippine
- 4554: Westdorpe
- 4560-4562: Hulst
- 4564: Sint Jansteen
- 4565: Kapellebrug
- 4566: Heikant
- 4567: Clinge
- 4568: Nieuw-Namen
- 4569: Graauw
- 4570-4571: Axel
- 4574: Zuiddorpe
- 4575: Overslag
- 4576: Koewacht
- 4580-4581: Vogelwaarde
- 4583: Terhole
- 4584: Kuitaart
- 4585: Hengstdijk
- 4586: Lamswaarde
- 4587: Kloosterzande
- 4588: Walsoorden
- 4589: Ossenisse

## 4600-4699
- 4600-4625: Bergen op Zoom
- 4630-4631: Hoogerheide
- 4634: Woensdrecht
- 4635: Huijbergen
- 4640-4641: Ossendrecht
- 4645: Putte
- 4650-4652: Steenbergen
- 4655: De Heen
- 4660-4661: Halsteren
- 4664: Lepelstraat
- 4670-4671: Dinteloord
- 4675: Sint Philipsland
- 4680-4681: Nieuw-Vossemeer
- 4690-4691: Tholen
- 4693: Poortvliet
- 4694: Scherpenisse
- 4695: Sint-Maartensdijk
- 4696: Stavenisse
- 4697: Sint Annaland
- 4698: Oud-Vossemeer

## 4700-4799
- 4700-4708: Roosendaal
- 4709: Nispen
- 4710-4711: St. Willebrord
- 4714: Sprundel
- 4715: Rucphen
- 4720-4722: Schijf
- 4724: Wouw
- 4725: Wouwse Plantage
- 4726: Heerle
- 4727: Moerstraten
- 4730-4731: Oudenbosch
- 4735: Zegge
- 4740-4741: Hoeven
- 4744: Bosschenhoofd
- 4750-4751: Oud Gastel
- 4754: Stampersgat
- 4756: Kruisland
- 4758: Standdaarbuiten
- 4759: Noordhoek
- 4760-4762: Zevenbergen
- 4765: Zevenbergschen Hoek (gemeente Moerdijk)
- 4766: Zevenbergschen Hoek (gemeente Drimmelen)
- 4770-4772: Langeweg
- 4780-4782: Moerdijk
- 4790-4791: Klundert
- 4793: Fijnaart
- 4794: Heijningen
- 4796: Oudemolen
- 4797: Willemstad

## 4800-4899
- 4800-4839: Breda
- 4840-4841: Prinsenbeek
- 4844: Terheijden
- 4845: Wagenberg
- 4847: Teteringen
- 4849: Dorst
- 4850-4851: Ulvenhout (gemeente Breda)
- 4854: Bavel (gemeente Breda)
- 4855: Galder
- 4856: Strijbeek
- 4858: Ulvenhout (gemeente Alphen-Chaam)
- 4859: Bavel (gemeente Alphen-Chaam)
- 4860-4861: Chaam
- 4870-4879: Etten-Leur
- 4880-4881: Zundert
- 4882: Klein-Zundert
- 4884: Wernhout
- 4885: Achtmaal
- 4890-4891: Rijsbergen

## 4900-4999
- 4900-4908: Oosterhout
- 4909: Oosteind
- 4911: Den Hout
- 4920-4921: Made
- 4924: Drimmelen
- 4926: Lage Zwaluwe
- 4927: Hooge Zwaluwe
- 4930-4931: Geertruidenberg
- 4940-4942: Raamsdonksveer
- 4944: Raamsdonk